# ヨーゼフ・ベーム
ヨーゼフ・ベーム（Joseph Böhm 1795年4月4日 - 1876年3月28日）は、オーストリアのヴァイオリニスト、作曲家。ウィーン音楽院の学長を務めた。

## 生涯
ハンガリーのペシュトでユダヤ人の一家に生まれた。父とピエール・ロードの薫陶を受けた。兄であり、数学者のゲオルク・カントールの母方の祖父にあたるフランツ・ベーム（1788年-1846年）もロシア帝国で広く知られたヴァイオリン奏者であった。
1816年にウィーンでデビューを飾り、ロドルフ・クレゼールとフランツ・ヴァイスの作品を演奏した。その後、イタリア、ドイツ、フランスへと演奏旅行に赴いた。
1819年6月1日にウィーン音楽院へ教授として迎えられるが、これが同音楽院における最初のヴァイオリンの教授であった。その後1848年まで教授職を務め、イェネー・フバイ、ヨーゼフ・ヨアヒム、エドゥアルト・レメーニ、ヤーコプ・ドント、ゲオルク・ヘルメスベルガー1世、ヤーコプ・グリュン、ジギスムント・バハリヒらを育てた。
室内楽への関わりが深く、1816年に専らベートーヴェンとハイドンの弦楽四重奏曲を扱う演奏会を主催している。また、カール・マリア・フォン・ボックレトと協調関係にあった。
1821年には弦楽四重奏団に加盟、同団はヴァイオリンのカール・ホルツ、ヴィオラのフランツ・ヴァイス、チェロのヨーゼフ・リンケによって構成されていた。ベートーヴェンと仕事上の付き合いがあり、彼の弦楽四重奏曲第12番の初演を担った四重奏団の中にいた。さらに1824年5月7日に行われたベートーヴェンの交響曲第9番の初演には、管弦楽団の一員として参加していた。
ウィーンで没した。